# Филип Волфганг фон Ханау-Лихтенберг
Филип Волфганг фон Ханау-Лихтенберг (на немски: Philipp Wolfgang von Hanau-Lichtenberg) е граф на Ханау-Лихтенберг от 1625 до 1595 г.

## Биография
Роден е на 31 юли 1595 година в Буксвилер, Елзас. Той е син на граф Йохан Райнхард I фон Ханау-Лихтенберг (* 1569; † 1625) и първата му съпруга графиня Мария Елизабет фон Хоенлое-Нойенщайн (* 1576; † 1605), дъщеря на граф Волфганг фон Хоенлое-Нойенщайн и графиня Магдалена фон Насау, дъщеря на граф Вилхелм фон Насау и графиня Юлиана фон Щолберг. По баща е внук на граф Филип V фон Ханау-Лихтенберг и графиня Лудовика Маргарета фон Цвайбрюкен-Бич.
Филип Волфганг посещава университета в Страсбург. Той умира на 14 /24 февруари 1641 година в Буксвилер на 45-годишна възраст и е погребан в градската църква.

## Фамилия
Първи брак: на 15 ноември 1619 г. с графиня Йохана фон Йотинген-Йотинген (* 30 август 1602; † 17 септември 1639, Страсбург), дъщеря на граф Лудвиг Еберхард фон Йотинген-Йотинген (1577 – 1634) и Маргарета фон Ербах (1576 – 1635). Двамата имат децата:
- Йохан Лудвиг (1621 – 1623)
- Анна Елизабет (1622)
- Фридрих Казимир (1623 – 1685), граф на Ханау-Лихтенберг и Ханау-Мюнценберг, женен на 13 май 1647 г. за принцеса Сибила Кристина фон Анхалт-Десау (1603 – 1686)
- Доротея Елизабет (1624)
- Йохан Филип (1626 – 1669), женен на 16 февруари 1651 г. за принцеса Сузана Маргарета фон Анхалт-Десау (1610 – 1663)
- Йохана Юлиана (1627)
- Йохан Райнхард II (1628 – 1666), женен на 19 октомври 1659 г. за пфалцграфиня Анна Магдалена фон Пфалц-Цвайбрюкен-Биркенфелд (1640 – 1693)
- София Елеонора (1630 – 1662), неомъжена, живее при сестра си Агата Христина
- Агата Христина (1632 – 1681), омъжена на 4 юли 1648 г. за пфалцграф Леополд Лудвиг фон Пфалц-Велденц-Лютцелщайн
- Христиан Еберхард (1635 – 1636)

Втори брак: след 17 май 1640 г. Филип Волфганг се жени втори път за вилд и Рейнграфиня Доротея Диана фон Салм (* 25 юли 1604; † 19 декември 1672), вдовица на граф Филип Лудвиг фон Раполтщайн († 1637), дъщеря на вилд и Рейнграф Йохан IX фон Салм-Кирбург-Мьорхинген (1575 – 1623) и Анна Катарина фон Крихинген († 1638). Бракът е бездетен.